# Éléonore-Dorothée d'Anhalt-Dessau
Éléonore-Dorothée d'Anhalt-Dessau (16 février 1602 à Dessau – 26 décembre 1664 à Weimar), est une princesse d'Anhalt-Dessau par la naissance et par mariage duchesse de Saxe-Weimar.

## Biographie
Éléonore-Dorothée est la fille du prince Jean-Georges Ier d'Anhalt-Dessau (1567-1618) de son second mariage avec Dorothée de Palatinat-Simmern (1581-1631), fille du comte Palatin Jean-Casimir du Palatinat.
Elle épouse le 23 mai 1625 à Weimar son cousin le duc Guillaume de Saxe-Weimar (1598-1662), avec qui elle a été fiancée avant sa campagne en Basse-Saxe. Le mariage est décidé pour des raisons politiques: il faut approfondir les relations amicales entre Anhalt et Saxe-Weimer. Le mariage est néanmoins décrit comme très heureux. Éleonore-Dorothée est restée fidèle au Calvinisme lors de son mariage, même si elle est proche de la doctrine Luthérienne de son mari.
Elle meurt en 1664, et est d'abord enterré dans la chapelle du Château de Weimar. En 1824, son corps est transféré à la nouvelle crypte ducale à Weimar.

## Descendance
De son mariage Éléonore-Dorothée a les enfants suivants:
1. Guillaume (Weimar, 26 mars 1626 –  Weimar, 1er novembre 1626)
2. Jean-Ernest II de Saxe-Weimar (Weimar, le 11 septembre 1627 – Weimar, Le 15 mai 1683)
3. Jean-Guillaume (Weimar, 16 août 1630 – Weimar, 16 mai 1639)
4. Adolphe-Guillaume de Saxe-Eisenach (Weimar, 14 mai 1632 – Eisenach, 22 novembre 1668)
5. Jean-Georges Ier de Saxe-Eisenach, plus tard, de Saxe-Eisenach (Weimar, 12 juillet 1634 – mort d'un accident de chasse, Eckhartshausen, 19 septembre 1686); par l'aînée de ses cinq enfants Éléonore-Erdmuthe, il est le grand-père maternel de Caroline d'Ansbach, reine consort de Grande-Bretagne et d'Irlande en tant qu'épouse de George II.
6. Wilhelmine Éléonore (Weimar, 7 juin 1636 – Weimar, 1er avril 1653)
7. Bernard de Saxe-Iéna (Weimar, 14 octobre 1638 – Iena, 3 mai 1678)
8. Frédéric (Weimar, 19 mars 1640 – Weimar, 19 août 1656)
9. Dorothée-Marie de Saxe-Weimar (Weimar, 14 octobre 1641 – Moritzburg, 11 juin 1675), mariée le 3 juillet 1656 à Maurice de Saxe-Zeitz[4].